# Ramon Ramon i Vidales
Ramon Ramon i Vidales (el Vendrell, Baix Penedès, 20 de gener de 1857 - el Vendrell, Baix Penedès, 23 de desembre de 1916) va ser un autor dramàtic català.
Germà del també escriptor Jaume Ramon i Vidales, va publicar narracions breus de caràcter costumista a revistes de Barcelona amb el pseudònim Ramonet R. Posteriorment, amb la influència d'Emili Vilanova, transformà les narracions en sainets.

## Obra dramàtica

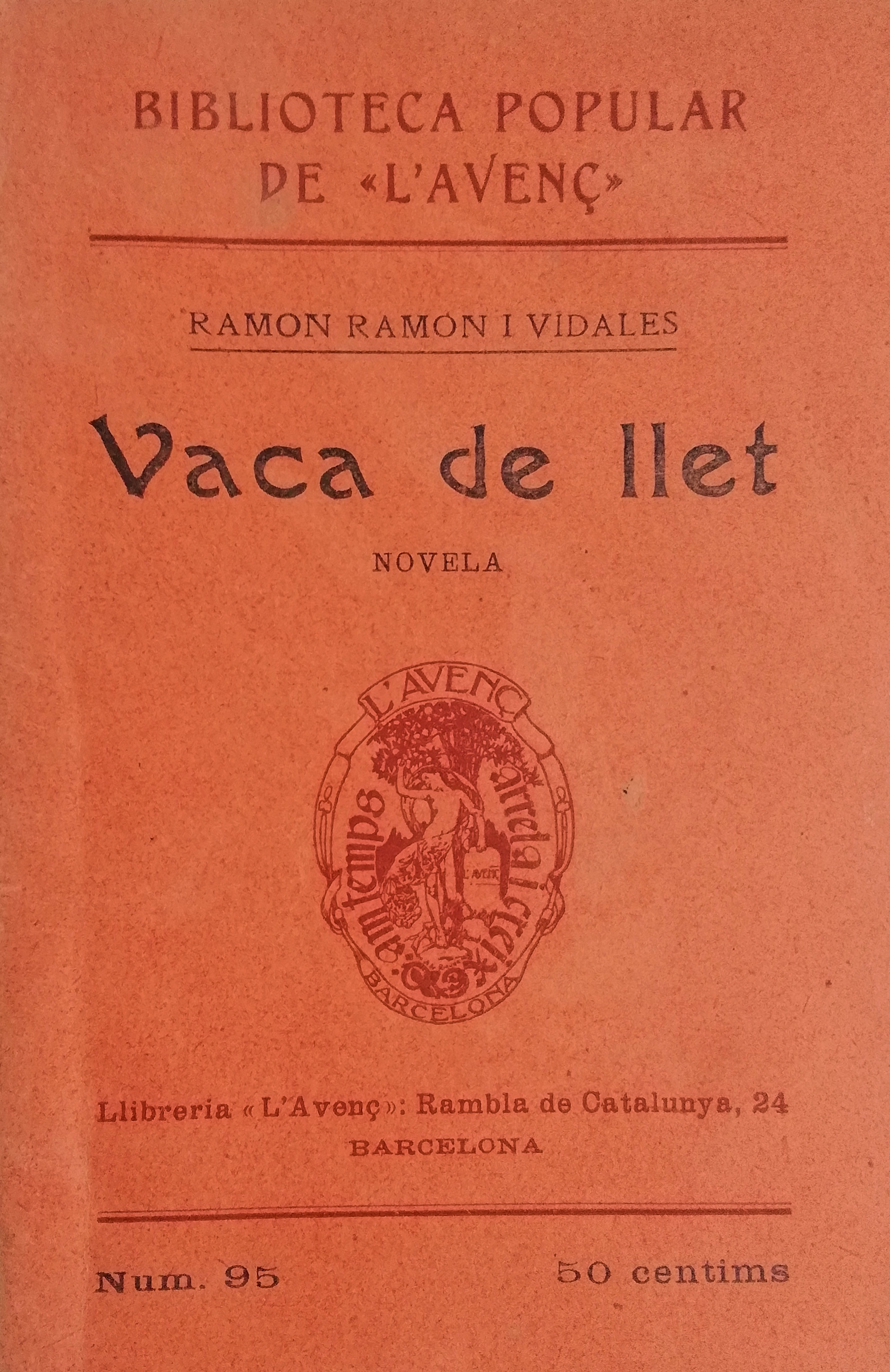
Vaca de Llet, de Ramon Ramon publicada l'any 1909 per la Biblioteca Popular de L'Avenç

- Vaca de Llet, de Ramon Ramon publicada l'any 1909 per la Biblioteca Popular de L'Avenç 1899, 16 d'octubre. A cal notari, o, uns capítols matrimoniats desfets, sainet en un acte i en prosa. Estrenat al Teatre Romea de Barcelona.
- 1900, 5 d'octubre. A on menys es pensa, comedieta en un acte i en prosa. Estrenada al teatre Romea de Barcelona.
- 1900, 16 de novembre. En Pau de la gralla,o, La festa major de la vila, sainet en un acte i en prosa de costums populars tarragonins. Estrenat al Teatre Romea de Barcelona.
- 1901, 21 d'octubre. Lluita de cacics, o, Les eleccions de regidors. Sainet de mals costums. Estrenat al teatre Romea de Barcelona.
- 1901, 28 de desembre. La nit dels innocents, o, Els municipals burlats, sainet en un acte i en prosa. Estrenat al teatre Romea de Barcelona.
- 1902, 28 de novembre. L'agència d'en Pepe Currillo, sainet en 1 acte i en prosa. Estrenat al teatre Romea de Barcelona.
- 1903. 19 de setembre. El carro del vi, quadre de costums vilatans, en un acte. Estrenat al teatre Romea de Barcelona.
- 1904, 5 d'abril. El forn d'en Pere Pastera, sainete de costums vilatans en un acte i en prosa. Estrenat al Teatre Romea de Barcelona.
- 1904, 28 d'octubre.El "coro" dels benplantats, o, aquí ha caigut la grossa, sainet de costums vilatans en un acte i en prosa. Estrenat al teatre Romea de Barcelona
- 1905, 23 setembre. La desenfeinada, comèdia vilatana en un acte i en prosa. Estrenada al teatre Romea de Barcelona.
- 1906, 4 de maig. L'impenitent. drama vilatà en tres actes. Estrenat al Teatre Romea de Barcelona.
- 1907, 21 de setembre. Dilluns de sabater, sainet de costums vilatans en un acte i en prosa. Estrenat al Teatre Romea de Barcelona.
- 1908, 28 desembre. El restaurant de la platja, sainet de costums vilatans. Estrenat al teatre Romea de Barcelona.
- 1909. Ferro fred, obra en dos actes de costums populars vendrellencs.

- El "curandero" nou. Sainet en 1 acte.
- El carro desfet, sainet tràgic de costums vilatans. Epíleg de El carro del vi.

## Narrativa
- La vaca de llet, novel·la.

## Fons
- El Fons personal es troba dipositat a l'Arxiu Comarcal del Baix Penedès.